# Örmény nyelv
Az örmény nyelv (örményül: հայերեն լեզու, IPA [hajɛrɛn lɛzu] – hayeren lezu) az indoeurópai nyelvcsalád keleti ágába tartozó nyelv, amelyet elsősorban Örményországban, Grúziában és az örmény diaszpórában beszélnek. Közelebbi rokonságban az indoiráni nyelvekkel áll, kezdetben közéjük is sorolták, majd 1875-ben H. Hübschmann bizonyította be a nyelvcsaládon belüli önállóságát. A nyelv kialakulásában jelentős szerepet játszott az i. e. 2. évezred végén a hettita nyelv. Magában a nyelv megnevezésében a hayeren szó a hettita Ḫai̯aša tartományra és a ḫai̯ népre utal, végződése az óhettita genitivus, accusativus vagy nominativus–accusativus ragnak felel meg.
A nyelvet ma megközelítőleg 6,7 millió ember beszéli, ebből 2,8 millió lakik a mai Örményországban.
Az örmény nyelv ma már három elkülönülő nyelvre oszlik, mindhárom önálló irodalmi nyelvvel rendelkezik. Az örményországi örmény, az általánosan ismert nyelvi norma. A keleti-örmény nyelv amelyet a Szovjetunió hajdani államaiban, Iránban és az Egyesült Államokban beszélnek. A nyugati-örmény nyelv a diaszpórában élő örménység nyelve, amit európai államokban (így Magyarországon is), arab országokban, Törökországban, Izraelben, Észak- illetve Dél-Amerikában beszélnek.

## Írása
Betűit az 5. században szerzetesek fejlesztették ki.
Magánhangzói: a, á, e, é, i, í, o, u.
Mássalhangzói: c, d, dzs, f, g, gy, h, j, je, k, l, m, n, p, q, r, s, sz, t, v, vo, yev, zs.

## Nyelvtana
Az örmény nyelv nem ismeri a nyelvtani nemet. A névelőt a szó végéhez függeszti, például gail-e = a farkas.
A többes számot (-եր) -er végződés jelzi, és a többes szám jele a magyarhoz hasonlóan a ragok elé kerül pl: farkas-ok-nak. 7 esetet különböztet meg. A ragok különféle eseteket vonzanak. A birtokragok a szó végére kerülnek, ahogyan az agglutináló nyelvekben szokásos, például életem.
A jelzőt nem egyeztetik a jelzett szóval: szép ruhák, nem szépek ruhák.
A szavak hangsúlya az utolsó, nem e-re végződő szótagon van.

## Névszóragozás
| Eset           | Örmény  | Latin átírás | Magyar  |
| -------------- | ------- | ------------ | ------- |
| alanyeset      | սար     | szar         | hegy    |
| birtokos eset  | սարի    | szari        | hegyé   |
| illativus      | սարի(ն) | szari(n)     | hegyhez |
| tárgyeset      | սար(ը)  | szar(ö)      | hegyet  |
| határozói eset | սարից   | szaric       | hegyről |
| comitativus    | սարով   | szarov       | heggyel |
| inessivus      | սարում  | szarum       | hegyben |

Többes szám esetén a tő után a többes szám jele következik, majd utána az esetrag:
սար + եր + ում (szar+er+um) - hegy-ek-en

## Igeragozás

### Jelen idő
| Örmény    | Latin átírás | Magyar             |
| --------- | ------------ | ------------------ |
| ասում եմ  | aszum em     | mondom, mondok     |
| ասում ես  | aszum esz    | mondod, mondasz    |
| ասում է   | aszum e      | mondja, mond       |
| ասում ենք | aszum enkh   | mondjuk, mondunk   |
| ասում եք  | aszum ekh    | mondjátok, mondtok |
| ասում են  | aszum en     | mondják, mondanak  |

### Múlt idő
| folyamatos múlt | latin átírás | befejezett múlt | latin átírás | összetett befejezett múlt | latin átírás | magyar               |
| --------------- | ------------ | --------------- | ------------ | ------------------------- | ------------ | -------------------- |
| ասում էի        | aszum ei     | ասացի           | aszaci       | ասել եմ                   | aszel em     | mondtam              |
| ասում էիր       | aszum eir    | ասացիր          | aszacir      | ասել ես                   | aszel esz    | mondtad, mondtál     |
| ասում էր        | aszum er     | ասաց            | aszac        | ասել է                    | aszel e      | mondta, mondott      |
| ասում էինք      | aszum einkh  | ասացինք         | aszacinkh    | ասել ենք                  | aszel enkh   | mondtuk, mondtunk    |
| ասում էիք       | aszum eikh   | ասացիք          | aszacikh     | ասել եք                   | aszel ekh    | mondtátok, mondtatok |
| ասում էին       | aszum ein    | ասացին          | aszacin      | ասել են                   | aszel en     | mondták, mondtak     |

### Jövő idő
| egyszerű jövő idő | latin átírás | összetett jövő idő | latin átírás | magyar    |
| ----------------- | ------------ | ------------------ | ------------ | --------- |
| կասեմ             | kaszem       | ասելու եմ          | aszelu jem   | mondom*   |
| կասես             | kaszesz      | ասելու ես          | aszelu jesz  | mondod    |
| կասեի             | kaszei       | ասելու է           | aszelu je    | mondja    |
| կասենք            | kaszenkh     | ասելու ենք         | aszelu jenkh | mondjuk   |
| կասեք             | kaszekh      | ասելու եք          | aszelu jekh  | mondjátok |
| կասեն             | kaszen       | ասելու են          | aszelu jen   | mondják   |

## Példák a keleti és a nyugati nyelvjárásból
Magyar - Keleti örmény
- Igen = Ajo (այո)
- Nem = Voč (ոչ)
- Elnézést = Neroġowt'jun (ներողություն)
- Szia = Barev (բարև)
- Hogy vagy? (formális) = Vonts es (ո՞նց ես)
- Hogy vagy? = Inč ka čka (ի՞նչ կա չկա)
- Kérem = Xndrem (խնդրեմ)
- Köszönöm = Šnorhakal em (շնորհակալ եմ)
- Köszönöm szépen = Šat šnorhakal em (շատ շնորհակալ եմ)
- Isten hozott = Bari galust (բարի գալուստ)
- Viszontlátásra = C'tesowt'jun (ցտեսություն)
- Jó reggelt! = Bari lujs (բարի լույս)
- Jó napot! = Bari òr (բարի օր)
- Jó estét! = Bari jereko (բարի երեկո)
- Jó éjt! = Bari gišer (բարի գիշեր)
- Szeretlek! = Jes sirum em k'ez (ես սիրում եմ քեզ)
- Örmény vagyok. = Jes haj em (Ես հայ եմ)

Magyar - Nyugati örmény
- Igen = Ajo (այո)
- Nem = Voč (ոչ)
- Elnézést = Neroġowt'jun (ներողութիւն)
- Szia = Parev (բարեւ)
- Kérem = Xntrem (խնդրեմ)
- Köszönöm = Šnorhagal jem (շնորհակալ եմ)
- Köszönöm szépen = Šad šnorhagal jem (շատ շնորհակալ եմ)
- Isten hozta! = Pari jegar / Pari jegak (բարի եկար / բարի եկաք)
- Viszontlátásra = C'desowt'jun (ցտեսութիւն)
- Jó reggelt! = Pari lujs (բարի լոյս)
- Jó napot! = Pari òr (բարի օր)
- Jó estét! = Parirgun / Pari irigun (բարի իրկուն / բարի իրիկուն)
- Jó éjt! = Kišer pari (գիշեր բարի)

## Történelmi örmény nyelvjárások
1909-ben Heracsah Adjarjan megvizsgálta az örmény nyelvjárásokat Örményországban, Törökországban, és mindazon országokban (köztük Magyarországon is), ahol örményül beszélnek. A hagyományos keleti–nyugati felosztás mellett Adjarjan három nagy csoportra osztotta az így megvizsgált örmény nyelvjárásokat: az -um, a gë és az -el csoportokra. Ezek a következő helyeken találhatók:
-um nyelvjárások:
- 1. Jereván, Doğubeyazit, Tabriz (Kala és Lilava negyedek), Gavar, Kamo
- 2. Tbilisi (Havlabar negyed)
- 3. Shusha, Ganja, Shaki, Baku, Derbent, Agstafa, Dilijan, Vanadzor, Qazakh, Lori, Karadagh, Mujumbar, Tabriz (Lilava negyed), Burdur, Ödemiş
- 4. Shamaki, Quba
- 5. Astrakhan
- 6. Julfa, Isfahan (Új Julfa negyed), Shiraz, Hamadan, Bushehr, Teherán, Qazvin, Rasht, Bandar-e Anzali
- 7. Aşağı Əylis, Çǝnǝnǝb, Yuxarı Əylis, Yuxarı Əndǝli, Danagyrt, Urmis, Dasta, Kyalaki

gë nyelvjárások:
- 1. Erzerum, Kars, Gjumri, Akhalkalaki, Akhaltsikhe
- 2. Muş, Sason, Bitlis, Hizan, Ahlat, Erciş, Bulanık, Malazgirt, Hinis, Eleşkirt, Aparan, Eshtia, Ujmana, Toria, Martuni
- 3. Van, Diadin, Mukus, Buşkale, Çatak, Basargecher
- 4. Diyarbakır, Lice, Hazro, Kozluk, Hizan, Siverek, Şanlıurfa
- 5. Elazığ, Erzincan, Palu, Bingöl, Çemişgezek, Akpazar, Kigi, Tunceli, Kemah
- 6. Şebinkarahisar, Akıncılar
- 7. Trabzon, Bayburt, Gümüşhane, Giresun
- 8. Hemşin, Trabzon, Ünye, Fatsa, Terme, Çarşamba, Samsun, Sukhumi, Sochi, Mtsara, Tsebelda, Adler, Shapsugskaya
- 9. Malatya, Adıyaman
- 10. Saimbeyli, Süleymanlı, Kahramanmaraş, Kilis, İskenderun, Yakacik, Samandağ
- 11. Aramo
- 12. Arapgir, Divriği, Gürün, Darende, Kayseri, Yozgat
- 13. Kemaliye
- 14. Sivas
- 15. Tokat, Amasya, Merzifon, Ordu, Samsun, Sinop
- 16. İzmir
- 17. İzmit, Adapazarı, Yalova, Bahçecik, Geyve, İznik, Pazarköy, Karamürsel, Aslanbey, Ortaköy, Sölöz, Benli
- 18. Isztambul
- 19. Tekirdağ, Malkara
- 20. Naxçıvan, Rosztov-na-Donu, Sztavropol, Krasznodar, Dnyipro, Anapa, Majkop, Taganrog, Primorszk, Novocserkasszk, Dneprovskaya
- 21. Lengyelország, Bukovina, Erdély, Magyarország
- 22. Jeruzsálem (K'aġak'ac'i dialect), nem Adjarjannál, hanem Vaux-nál említve, a Kilikiából érkezők esetén

-el nyelvjárások:
- 1. Maragheh
- 2. Khoy, Maku, Iğdir, Kori, Alighuli, Mughanjugh, Karashen, Alilu, Angeghakot, Ghushchi, Tazakend, Uz, Mazra, Balak, Shaghat, Ltsen, Sisian, Nerkin Kilisa
- 3. Artvin, Ardahan, Ardanuç, Oltu

## Jövevényszavak
- պակա (paka) -- "viszlát" az orosz пока szóból
- եմիշ (jemiš) -- "dinnye" a török yemiş szóból
- ալլո (allo) -- "helló" a telefonban, a francia és más nyelv allô szavából
- մերսի (mersi) -- néha "köszönöm" értelemben, a francia merci szóból

Ez csak néhány példa az örmény nyelv szókölcsönzéseire. Főképp a keleti örményben található nagyobb számú orosz eredetű szó, mivel Örményország sokáig állt szovjet uralom alatt. Még ma is jelentékeny orosz nyelvi befolyás található Jereván utcáin.

## Indo-európai összehasonlítás
| Örmény                         | angol                                         | Latin                                       | Klasszikus görög          | Szanszkrit            | Proto Indo-európai                    |
| ------------------------------ | --------------------------------------------- | ------------------------------------------- | ------------------------- | --------------------- | ------------------------------------- |
| մայր (mayr) "anya"             | mother (< óangol mōdor)                       | māter "anya"                                | mētēr "anya"              | mātṛ "anya"           | *máH₂ter- "anya"                      |
| հայր (hayr) "apa"              | father (< óangol fæder)                       | pater "apa"                                 | patēr "apa"               | pitṛ "apa"            | *pH₂tér- "apa"                        |
| eġbayr "fivér"                 | brother (< óangol brōþor)                     | frāter "fivér"                              | phrātēr "fivér"           | bhrātṛ "fivér"        | *bʰráH₂ter- "fivér"                   |
| դուստր (dowstr) "lánya vkinek" | daughter (< óangol dohtor)                    | futrei "lánya vkinek"                       | thugatēr "lánya vkinek"   | duhitṛ "lánya vkinek" | *dʰugH₂-tér- "lánya vkinek"           |
| կին (kin) "nő"                 | queen (< óangol cƿēn "királynő, nő, feleség") |                                             | gunē "nő, feleség"        | gnā/jani "nő"         | *gʷén-eH₂- "nő, feleség"              |
| իմ (im) "enyém"                | my, mine (< óangol min)                       | mei "enyém"                                 | emeo "enyém"              | mama "enyém"          | *mene- "enyém"                        |
| (anun) "név"                   | name (< óangol nama)                          | nōmen "név"                                 | onoma "név"               | nāman "név"           | *H₁noH₃m-n̥- "név"                     |
| ut' "8"                        | eight (< óangol eahta)                        | octō "nyolc"                                | oktō "nyolc"              | aṣṭa "nyolc"          | *H₁oḱtō(u) "nyolc"                    |
| inë "9"                        | nine (< óangol nigon)                         | novem "kilenc"                              | ennea "kilenc"            | nava "kilenc"         | *(H₁)néwn̥ "kilenc"                    |
| tas "10"                       | ten (< óangol tien) (< *tekhan)               | decem "tíz"                                 | deka "tíz"                | daśa "tíz"            | *déḱm̥ "tíz"                           |
| ačk' "szem"                    | eye (< óangol ēge)                            | oculus "szem"                               | ophthalmos "szem"         | akṣan "szem"          | *H₃okʷ- "látni"                       |
| armownk "könyök"               | arm (< óangol earm "a váll alatti rész")      | armus "váll"                                | arthron "találkozás"      | īrma "kar"            | *H₁ar-mo- "csatlakozik"               |
| çownk "térd"                   | knee (< óangol cnēo)                          | genū, "térd"                                | gonu "térd"               | jānu "térd"           | *ǵénu- "térd"                         |
| otk' "láb"                     | foot (< óangol fōt)                           | pedis "láb"                                 | podi "láb"                | pāda "láb"            | *pod-, *ped- "láb"                    |
| sirt "szív"                    | heart (< óangol heorte)                       | cor "szív"                                  | kardia "szív"             | hṛdaya "szív"         | *ḱerd- "szív"                         |
| kaši "bőr"                     | hide (< óangol hȳdan "állati bőr")            | cutis "bőr"                                 | keuthō "elrejt"           | kuṭīra "kunyhó"       | *keu- "elfed, lefed"                  |
| muk "egér"                     | mouse (< óangol mūs)                          | mūs "egér"                                  | mus "egér"                | mūṣ "egér"            | *muH₁s- "egér, kis rágcsáló"          |
| kov "tehén"                    | cow (< óangol cū)                             | bum (umber) "tehén"                         | bous "tehén"              | go "tehén"            | *gʷou- "tehén"                        |
| šown "eb"                      | hound (< óangol hund "kutya")                 | canis "kutya"                               | kuōn "kutya"              | śvan "kutya"          | *ḱwon- "eb, kutya"                    |
| tari "év"                      | year (< óangol gēar)                          | hōrnus "ezen év…"                           | ōra "év"                  | yare(avesztai) "év"   | *yeH₁r- "év"                          |
| amis "hónap"                   | moon, month (< óangol mōnaþ)                  | mēnsis "hónap"                              | mēn "hold, hónap"         | māsa "hold, hónap"    | *meH₁ns- "hold, hónap"                |
| amaṙ "nyár"                    | summer (< óangol sumor)                       |                                             |                           | samā "évszak"         | *sem- "az év meleg része"             |
| ǰerm "meleg"                   | burn (< óangol beornan)                       | formus "meleg"                              | thermos "meleg"           | gharma "hőség"        | *gʷʰerm- "meleg"                      |
| lujs "fény"                    | light (< óangol lēoht "fényesség")            | lucere, lux, lucidus "ragyog, fény, tiszta" | leukos "fényesség, fehér" | roca "ragyogás"       | *leuk- "fény(esség)"                  |
| hur "láng"                     | fire (< óangol fȳr)                           | pir(umber) "tűz"                            | pur "tűz"                 | pu "tűz"              | *péH₂wr̥- "tűz"                        |
| heṙow "távol"                  | far (< óangol feor "nagy távolságra")         | per "át"                                    | pera "mögött"             | paras "mögött"        | *per- "át, túl, mögött"               |
| helowm "ömlesztek"             | flow (< óangol flōƿan)                        | pluĕre "esik az eső"                        | plenō "megmos"            | plu "úszik"           | *pleu- "árad, áraszt"                 |
| owtem "eszem, eszek"           | eat (< óangol etan)                           | edulis "ehető"                              | edō "eszem, eszek"        | admi "eszem, eszek"   | *ed- "eszik"                          |
| gitem "tudom, tudok"           | wit (< óangol ƿit, ƿitan "tud")               | vidēre "lát"                                | idei "tudom"              | vid "tud"             | *weid- "tud, lát"                     |
| get "folyó"                    | water (< óangol ƿæter)                        | utur (umber) "víz"                          | hudōr "water"             | udan "víz"            | (*wodor, *wedor, *uder-) *wed- "víz"  |
| gorç "dolgozik"                | work (< óangol ƿeorc)                         | urgēre "nyom, vezet"                        | ergon "dolgozik"          | varcas "activity"     | *werǵ- "dolgozik"                     |
| meç "nagy"                     | much (< óangol mycel "nagy, sok")             | magnus "nagy"                               | megas "nagy, hatalmas"    | mahant "nagy"         | *meǵ- "nagy"                          |
| ançanot' "idegen, ismeretlen"  | unknown (< óangol uncnaƿen)                   | ignōtus ignōrāntem "ismeretlen"             | agnōstos "nem ismert"     | ajñāta "ismeretlen"   | *n- + *ǵneH₃- "nem" + "ismer"         |
| meṙaç "halott"                 | murder (< óangol morþor)                      | mortalis "halálos"                          | ambrotos "halhatatlan"    | mṛta "halott"         | *mrtro-, a (*mor-, *mr-)-ból "meghal" |
| mēǰteġ "közép(ső)"             | mid, middle (< óangol mid, middel)            | medius "közép(ső)"                          | mesos "middle"            | madhya "közép(ső)"    | *medʰyo- a *me- ből "közép(ső)"       |
| այլ (ajl) "más"                | else (< óangol elles "más, különböző")        | alius, alienus "más, másik"                 | allos "más, másik"        | anya "más"            | *al- "más"                            |
| նոր (nor) "új"                 | new (< óangol nīƿe)                           | novus "új"                                  | neos "új"                 | nava "új"             | *néwo- "új"                           |
| դուռ (dur.) "ajtó"             | door (< óangol dor, duru)                     | fores "ajtó"                                | thura "ajtó"              | dvār "ajtó"           | *dʰwer- "ajtó, kapu"                  |
| տուն (tun) "ház"               | timber (< óangol timber "építőfa")            | domus "ház"                                 | domos "ház"               | dama "ház"            | *domo-, *domu- "ház"                  |
| berri, berel "szállít, visz"   | bear (< óangol beran "szállít, hordoz")       | ferre, fertilis "visel, hord"               | pherein "cipel, szállít"  | bharati "szállít"     | *bʰer- "visel, szállít"               |